# Kazuya Oshima
Kazuya Oshima, född den 30 april 1987 i Gunma, Japan, är en japansk racerförare.

## Racingkarriär
Oshima slog igenom 2006, då han slutade på en andra plats i det Japanska F3-mästerskapet. 2007 vann Oshima samma mästerskap och även Super GT-serien. 2008 flyttade Oshima till Europa, där han körde i F3 Euroseries. Förutom en sprintraceseger var hans säsong där ett totalt misslyckande.